# 瑶安瑶族乡
瑶安瑶族乡是中华人民共和国广东省清远市连州市下辖的一个民族乡。

## 行政区划
瑶安瑶族乡下辖以下村级行政区划单位：
洛阳村、盘东村、四和村、大营村、清源村、碧梧村、新九村、九龙村、瑶安村和田心村。